# S/2003 J 2
S/2003 J 2 je retrográdní nepravidelný přirozený satelit Jupiteru. Byl objeven 4. března 2003 skupinou astronomů z Havajské univerzity vedených Scottem S. Sheppardem a Davidem C. Jewittem. Od roku 2006 je pokládán za nejvzdálenější známý Jupiterův měsíc.
S/2003 J 2 má v průměru asi ~2 km, jeho průměrná vzdálenost od Jupitera činí 29,54 Mm (0,1975 AU), oběhne jej každých 980 dnů, s inklinací 154° k ekliptice (152° k Jupiterovu rovníku) a excentricitou 0,2255. Nepatří do žádné rodiny měsíců Jupiteru.
Hranice Jupiterova gravitačního vlivu jsou definovány Hillovou sférou, jejíž poloměr je 52 Mm (0,35 AU). Retrogradity měsíce s osou nad 67 % Hillova poloměru jsou považovány za stabilní. V budoucnosti je pravděpodobné, že se objeví další měsíce Jupiteru v ještě větších vzdálenostech.